# Klaus-Dieter Stenzel
Klaus-Dieter Stenzel (* 4. Juni 1950 in Senftenberg) ist ein ehemaliger deutscher Fußballschiedsrichter.

## Leben
Stenzel begann 1969 als Schiedsrichter und pfiff von 1975 bis 1991 143 Spiele in der Oberliga der DDR. Er wurde außerdem 32 mal im FDGB-Pokal eingesetzt und Pfiff das Finale des FDGB-Pokal 1982/83. Weitere Finaleinsätze hatte er im FDJ-Pokal der Jugend 1985 und im DFV-Supercup. Stenzel war bis 1983 stellvertretender Bezirksvorsitzender des Deutschen Turn- und Sportbundes in Senftenberg und kam dann als dessen Vorsitzender 1983 nach Forst (Lausitz). Nach der Wiedervereinigung pfiff er noch 14 Spiele in der Bundesliga und 15 in der 2. Bundesliga. Nach der Saison 1992/1993 beendete er seine aktive Karriere. Ab 2012 wurde er vom Deutschen Fußball-Bund als Schiedsrichterbeobachter eingesetzt. Er ist seit Mitte der 2010er-Jahre für die SPD im Stadtparlament seiner Heimatstadt Forst vertreten.

## Einsätze
| Wettbewerb            | Saisons | Spiele | Erst Saison | Letzte Saison |
| --------------------- | ------- | ------ | ----------- | ------------- |
| DDR-Fußball-Oberliga  | 16      | 143    | 1975/76     | 1990/91       |
| DDR-Liga              | 9       | 49     | 1982/83     | 1990/91       |
| FDGB-Pokal            | 15      | 32     | 1973/74     | 1990/91       |
| Fußball-Bundesliga    | 2       | 14     | 1991/92     | 1992/93       |
| 2. Fußball-Bundesliga | 2       | 15     | 1991/92     | 1992/93       |
| DFB-Pokal             | 2       | 3      | 1991/92     | 1992/93       |